# Cycle du centre galactique

Le Cycle du centre galactique (titre original : Galactic Center Saga) est une série de livres de Gregory Benford couvrant une guerre galactique entre formes de vies mécaniques et biologiques, elle est composée de :
- Dans l'océan de la nuit, 1985 ((en) In the Ocean of Night, 1977)
- À travers la mer des soleils, 2001 ((en) Across the Sea of Suns, 1984)
- La Grande Rivière du ciel, 1989 ((en) Great Sky River, 1987)
- Marées de lumière, 1990 ((en) Tides of Light, 1989)
- Les Profondeurs furieuses, 1996 ((en) Furious Gulf, 1994)
- (en) Sailing Bright Eternity, 1995